# Лазович, Сузана
Сузана Лазович (черног. Сузана Лазовић / Suzana Lazović; род. 29 января 1992, Подгорица) — черногорская гандболистка, линейная. Известна по выступлениям за клуб «Будучност» и сборную Черногории. Серебряный призёр Олимпийских игр 2012 года, чемпионка Европы 2012 года.

## Карьера

### Клубная
Воспитанница школы клуба «Будучност», в основном составе с 2007 года. Неоднократная чемпионка Черногории и обладательница Кубка Черногории, обладательница Кубка обладателей кубков 2010 года и победительница Лиги чемпионов ЕГФ 2012 года.

### В сборной
В сборной сыграла 67 игр, забила 75 голов. В 2010 году завоевала бронзовую медаль молодёжного чемпионата мира в Южной Корее. Участница чемпионата мира 2011 года. Серебряный призёр Олимпийских игр 2012 года и чемпионка Европы 2012 года.